# John Holles, I duca di Newcastle-upon-Tyne
John Holles, primo duca di Newcastle-upon-Tyne (Edwinstowe, 9 gennaio 1662 – Welbeck, 15 luglio 1711), è stato un nobile e politico inglese.

## Biografia

### La famiglia
John Holles nacque a Edwinstowe, nel Nottinghamshire, figlio di Gilbert Holles, III conte di Clare e di sua moglie, Grace Pierrepont. Grace era figlia del politico e deputato William Pierrepont ed era pronipote di Robert Pierrepont, I conte di Kingston-upon-Hull.

### La carriera

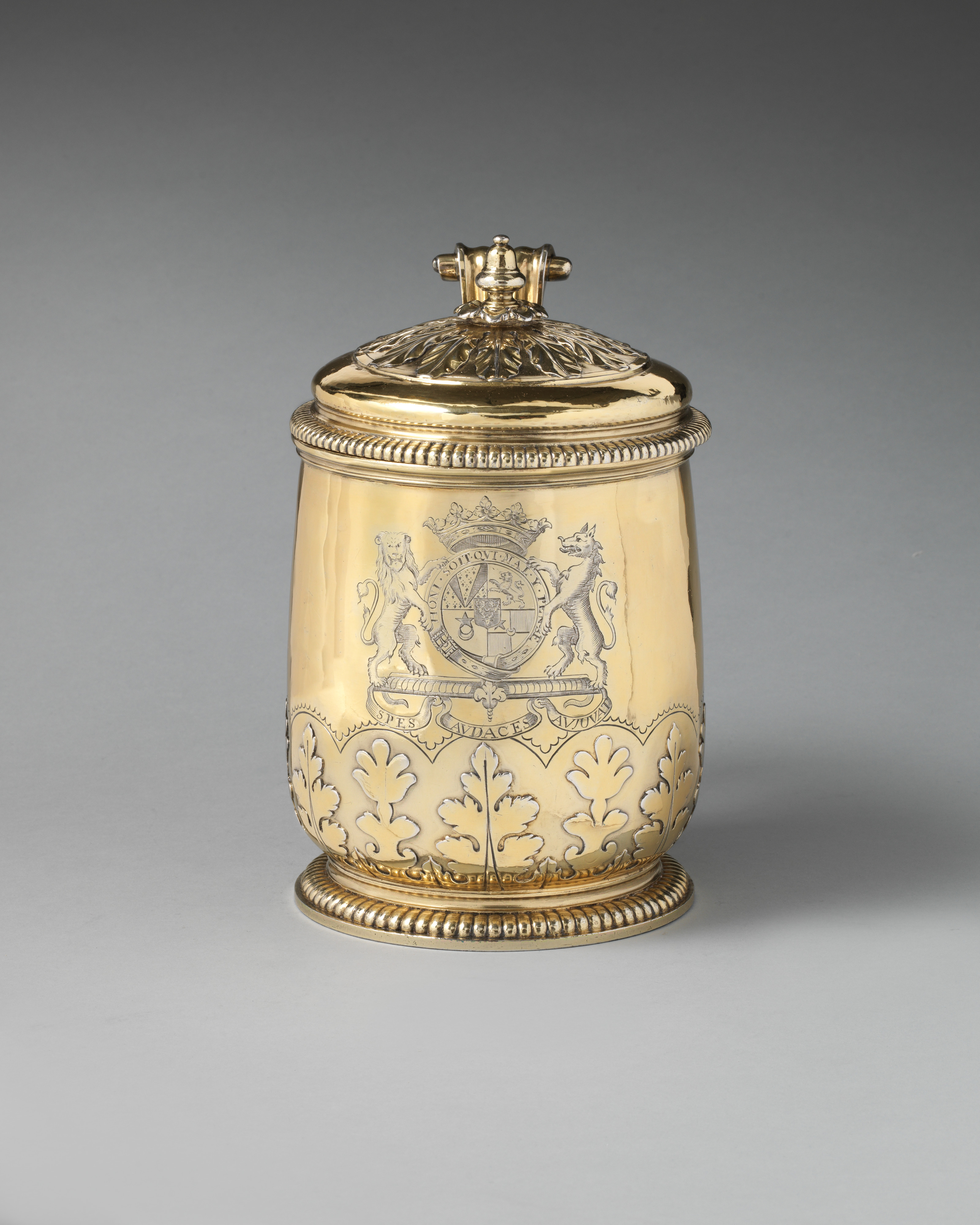
Boccale con lo stemma ed il motto di John Holles, I duca di Newcastle-upon-Tyne

Holles venne eletto parlamentare per la circoscrizione elettorale del Nottinghamshire il 14 gennaio 1689, ma venne chiamato alla camera dei lords appena due giorni dopo quando suo padre morì, cedendogli così il titolo di quarto conte di Clare. Venne creato primo duca di Newcastle-upon-Tyne (seconda creazione del titolo) nel 1694, titolo che si era estinto in precedenza con la morte di Henry Cavendish, II duca di Newcastle-upon-Tyne, morto senza eredi maschi. Egli, infatti, il 1º marzo 1690, aveva sposato lady Margaret Cavendish, la maggiore delle figlie di Henry Cavendish. La coppia ebbe una sola figlia, lady Henrietta Cavendish Holles (1694–1755), la quale sposò poi Edward Harley, II conte di Oxford e conte Mortimer e fu madre di Margaret Bentinck, duchessa di Portland.
Nel 1710 egli acquistò la tenuta di Wimpole Park, nel Cambridgeshire, oltre al Maniero di Marylebone. Alla sua morte, le terre di Marylebone passarono al genero Harley che istituì Holles Street in memoria del suocero.
Ebbe pessimi rapporti con la sorella Elizabeth quando questa sposò Christopher Vane, I barone Barnard.
Il duca morì nel 1711 per le ferite ricevute durante una caduta da cavallo mentre stava cacciando presso la sua residenza di Welbeck. Lasciò la sua residenza al genero, Edward Harley (poi II conte di Oxford e conte Mortimer) ed il resto delle sue proprietà a suo nipote Thomas Pelham, poi creato I duca di Newcastle (terza creazione del titolo) e primo ministro. Venne sepolto il 9 agosto 1711 nella St. John's Chapel nell'Abbazia di Westminster.